# Rrröööaaarrr
Rrröööaaarrr è il secondo album della band canadese thrash metal Voivod, prodotto nel 1986 dalla Noise Records.

## Tracce
1. Korgull the Exterminator – 4:57
2. Fuck Off and Die – 3:37
3. Slaughter in a Grave – 4:07
4. Ripping Headaches – 3:14
5. Horror – 4:13
6. Thrashing Rage – 4:35
7. The Helldriver – 3:45
8. Build Your Weapons – 4:46
9. To the Death – 5:12

## Formazione
- Denis Bélanger - voce
- Jean-Yves Thériault - basso
- Michel Langevin - batteria
- Denis D'Amour - chitarra